# Chlorhoda viridis
Chlorhoda viridis är en fjärilsart som beskrevs av Druce 1909. Chlorhoda viridis ingår i släktet Chlorhoda och familjen björnspinnare. Inga underarter finns listade i Catalogue of Life.